# 긴꼬리천산갑
긴꼬리천산갑(Phataginus tetradactyla)은 유린목에 속하는 포유류의 일종이다. 아프리카에 사는 천산갑이다. 긴꼬리천산갑은 서아프리카의 삼림에서 나무 위 생활을 하며 낮에만 활동한다. 몸길이는 75-95cm인데, 약 2/3는 꼬리이다.